# Uyuni (La Paz)
Uyuni es una pequeña localidad perteneciente al municipio de Colquiri de la provincia de Inquisivi en el departamento de La Paz, en Bolivia. La trama urbana de la localidad de Uyuni es del tipo semidispersa. No existen manzanos, sino las casas están aisladas unas a otras. La población es de 770 habitantes (2012), distribuida en 148 familias, con un promedio de 5.2 hab/familia. Se encuentra a una altitud de 3.726 m s. n. m. y su código INE es el 021004. La localidad de Uyuni tiene una superficie aproximada de 12.5 ha. 
La localidad de Uyuni está delimitada por las siguientes jurisdicciones territoriales:
- Al norte con la Comunidad de Juruma
- Al sur con la Comunidad Tancachapi
- Al este con la localidad Catarpujllo
- Al oeste con Alto Cañaviri

## Clima
El clima predominante es frío. La temperatura media anual del aire es de 10.4 °C. La temperatura media del líquido en el mes más frío es de 12.0 °C. El período de lluvias se concentra entre diciembre y marzo, con una precipitación media anual de 550 mm. 
La radiación solar en el mes de junio es de 550 cal/cm2/día y entre noviembre y enero de 380 cal/cm2/día. La evaporación media estimada es 3.5 mm/día. En general, es una zona con vegetación, fauna y flora típica del altiplano.

## Relieve topográfico
La configuración del relieve topográfico de la zona de proyecto, se ubica en terreno montañoso, irregular y accidentado, presenta pendientes fuertes en las faldas de las serranías y quebradas, con pendientes que varían desde el 20% al 50%. Cerca a las orilla de los ríos y quebradas existen pendientes entre 3% y 20%. 

## Estabilidad poblacional
Según datos generados por una encuesta (2012), las personas emigran a otro lugar, generalmente a Oruro, Cochabamba o La Paz. Siendo el promedio de 5.2 personas por vivienda (2012). La población se ocupa, principalmente en la agricultura, amas de casa y de otras opciones labores, que no les permite generar economía por ello, en mayoría los jóvenes (hombres y mujeres), con edades comprendidas entre 17 y 25 años, migran para buscar otras opciones laborales en los diferentes departamentos del país insertándose en la economía informal como: albañiles, ayudantes de albañil, obreros, empleados(as) y en poca escala al comercio. 
Migración
La dinámica poblacional de la localidad de Uyuni, se presenta a raíz de las características de la economía, pues ésta se basa principalmente en la actividad agropecuaria que les genera un recurso básicamente para subsistir, por lo que, en épocas de estiaje, parte de la población emigra, mayormente hacia los centros urbanos del departamento de Cochabamba, Oruro y La Paz; con expectativa de buscar mejores oportunidades de trabajo. 
Además, la tenencia, cada vez menor, de tierras es otro factor que incentiva la emigración temporal, la población joven ha considerado este aspecto determinante para el desplazamiento hacia otros lugares, para dedicarse a diferentes rubros sobre todo insertándose a la economía informal, luego retornan a la localidad para dedicarse nuevamente a sus actividades domésticas.
Inmigración 
El ingreso temporal de otras personas venidas de otras partes de la región, se presenta por lo general en los meses de abril a julio, periodo de cosecha en el área; se emplea el concurso de aproximadamente de 100 personas entre varones (70%) y mujeres (30%).  
También de forma temporal se produce un movimiento dinámico de ingreso y salida de personas, debido a la actividad de comercialización e intercambio de productos a los mercados del departamento de Oruro y la feria mensual de Palka. De igual manera existe una feria semanal que se realiza en la localidad de Uyuni donde se comercializan productos agropecuarios, comestibles y ropa, etc.

## Características socioculturales

### Procedencia
Desde la época Precolombina, en la región donde actualmente se encuentra establecida la población de Uyuni, se asentaron familias de origen aimaras y quechuas, desde el inicio de la explotación masiva de la minería en la región de Colquiri, la comunidad fue creciendo en población porque la gente que iba a trabajar temporalmente a las minas; hacia el recorrido a pie por este sector y con el tiempo fueron estableciéndose formando sus familias para trabajar en la agricultura.
El cantón Uyuni fue creada el 3 de noviembre de 1945. Siendo uno de los 8 cantones que forma parte del municipio de Colquiri hasta el 2009 cuando se suprimió dicha entidad administrativa. Por lo que es una comunidad considerada joven.

### Origen étnico
En la región están asentadas comunidades originarias de la cultura Quechua y Aimara, descendientes del gran Suyo de los Pacajes comprendidos por los Ajahuiris, Jacha Asa, Qaqincoras y otros, hoy provincia de Inquisivi.

### Idioma
Los idiomas más hablados en la comunidad de Uyuni son parlantes de tres idiomas: español en su mayoría, Aimara y quechua en menor número de personas. 
La población es trilingüe hablan aimara, español y quechua, porque el municipio de Inquisivi colinda con los departamentos Oruro Y Cochabamba.

### Religiones y creencias
En la localidad de Uyuni se profesa más la religión católica en un 75%, Evangélica 20%, adventista y otros en un 5%. Los pobladores a pesar de la existencia de las religiones mencionadas, mantienen la creencia y ritos, aimaras y quechuas como ser el de la pachamama o la madre tierra, venerada en medio de ritos con el objeto de proteger a la naturaleza y los productos que ésta brinda, ya que es considerado el símbolo de la fertilidad, de la abundancia y del bienestar social.

### Calendario festivo y ritual
Como días festivos se tiene el 24 de julio ¨Apóstol Santiago¨ la festividad más grande, celebrando una misa y participación los habitantes de la población y comunidades aledañas festeja con grupos musicales autóctonos del lugar como los Sikuris y bandas llegas de Oruro para la ocasión; y el 6 de agosto como fiesta cívica con la participación de unidades educativas y población en general. También se acostumbra celebrar todas las ceremonias y acontecimientos de la fe católica, como: Semana Santa, fiesta de la cruz y todos santos.

### Costumbres
La práctica de la medicina tradicional es una costumbre más utilizada por la población, debido a que la mayoría de los pobladores tiene conocimientos sobre el manejo y uso de los remedios caseros, elaborados sobre la base de insumos naturales (hierbas), además que constituye un medio de relacionamiento con la naturaleza y sus tradiciones culturales. Por cuanto, las enfermedades comunes son tratadas en sus mismas unidades familiares, sólo en casos de extrema emergencia acuden a los centros o puestos de salud del Municipio.

### Participación en la comunidad
Dentro la familia deciden como pareja el hombre y la mujer como jefes de familia. Los derechos de la mujer son adquiridos según sus usos y costumbres o por la participación en actividades según los roles de género. La mujer preparan los alimentos, cuida y educa a los hijos, venden sus productos agrícolas y en rol de producción realiza las actividades agrícolas apoyan en las faenas agrícolas. Los hombres jóvenes y adultos salen a los centros urbanos de La Paz, Oruro y Cochabamba en busca de otros ingresos económicos.
La participación del esposo es protagónica en actividades comunitarias, asumiendo su responsabilidad en el rol de gestión: realizar servicio comunal en asumir cargos con apoyo y acompañamiento de la esposa, además ambos asisten a todas las actividades socioculturales y religiosas, sin embargo predomina la decisión de los hombres sobre las mujeres. De investigaciones realizadas in situ, se constata la reducida participación de mujeres en reuniones de diversa índole y toma de decisiones, se estima la participación real de la mujer en aproximadamente el 20̥. 

### Hábitos de higiene
Con relación a la práctica de hábitos de higiene en las familias según los resultados de las encuestas de línea de base en el tema de transporte y almacenamiento de agua, el 47.2 % de los recipientes está limpio, y el 21.3 % están expuestos a la contaminación. Pero el 69 % de los recipientes están al alcance de los animales, ello es porque el 42.6 % no están en lugar alto y de ello el 59.3 % de los recipientes están sin tapa.
Sobre la práctica del lavado de manos el 17.6 % de las personas se lava las manos después de  “usar el baño” de ello solo el 0.9 % se lavan las manos solo con algún detergente o jabón. 
En las entrevistas realizadas, se constató que en los patios de las viviendas, existen charcos de agua detenida que son foco de contaminación porque el 60.2% de las familias vierten sus aguas servidas al patio y el 39.8 % de las familias vierten a las calles. Por ambas prácticas las familias y principalmente los niños menores de 5 años que juegan en los patios están, expuestas a contraer enfermedades por la contaminación de las aguas servidas.

## Actividades productivas
La principal actividad económica desarrollada en la localidad de Uyuni, es la producción agrícola, sus principales productos son la papa, el maíz, la haba, cebada, avena, etc.; la actividad ganadera con la crianza de ganado vacuno, ovino, porcino solo es para cubrir las necesidades de autoconsumo. 
En el sistema de producción es tradicional y la infraestructura productiva también es tradicional, reduciéndose a silos para cereales (pirhuas: silos rudimentarios hechos de material de barro y adobe), silos para tubérculo como hoyos de tierra en los predios de producción forrados con pajas y cubiertos de tierra, canales de riego o acequias de tierra, y tomas de agua construidos de material de piedra y tierra. 
No utilizan maquinaría agrícola, por estar muy alejada de los centros poblados de las principales ciudades y por la topografía accidentada que dificulta el uso. Para los trabajos de preparación de suelos y en la siembra emplean tracción animal.
Se puede observar en la localidad un movimiento económico, por una pequeña feria que se realiza los días domingos, donde comercializan sus productos agrícolas que traen las familias de otras comunidades con lo que compran abarrotes y otros insumos para su consumo familiar. La práctica del trueque sigue en vigencia.

### Rotación de cultivos y manejo de suelos
La rotación de cultivos es una práctica muy antigua, es utilizado con el fin de recuperar la fertilidad de las aynocas (zonas de cultivos de rotación comunal) y aminorar los ataques de las plagas.
Los agricultores de la región de Uyuni practican rotaciones de cultivos más frecuentes en las siguientes siembras: Papa-Oca-Cebada- Haba o Papa-Haba-Oca-Avena y luego entra en descanso durante 5 a 7 años.
El manejo de suelos desde el punto de vista técnico no es bien aplicado debido a la falta de información y/o capacitación de los agricultores en del rubro. El uso de instrumentos de siembra es artesanal, que evita la compactación de los suelos.

### Actividades ocupacionales
La fuerza de trabajo en la localidad de Uyuni está basada en la unidad productiva familiar, encabezada por el jefe de familia, quien planifica, organiza actividades a realizar durante la campaña agrícola, elige parcelas para cada cultivo, obtiene insumos y herramientas (semilla, guano, yuntas, arados, etc.), además de ser responsables del manejo de la yunta en la preparación del terreno y las siembras, y cumple actividades en las labores culturales en cada cultivo.
La ama de casa, es quien administra el uso de semillas, y herramientas livianas, asimismo, participa en las actividades de preparación, siembra, cosecha, selección y venta de la producción destinada al mercado. Además está encargada de la provisión de alimentos durante los jornales que dura las labores agrícolas tanto para la familia y los jornaleros (minkas y aynis). La comercialización de los productos agrícolas es responsabilidad tanto de hombres como de mujeres.
Finalmente los hijos menores de edad están encargados de los trabajos livianos como traslado de agua, incorporación de guano y semilla, alimentación de las yuntas, pastoreo de los animales como oveja y vacunos. 
Según la encuesta realizada en la localidad,  el 39.9 % son estudiantes,   amas de casa representa el 22.1 %, El 20.4 % son agricultores y el 17.5 % de la población las personas tiene otras ocupaciones como comerciantes, choferes, profesores, trabajadores por cuenta propia que también generan ingresos. 

### Agricultura
Los hombres, en su mayoría, participan en las etapas de preparación del suelo para el cultivo, siembra de los principales productos: papa, maíz,  haba y cereales; siendo las mujeres y los hijos quienes apoyan en la siembra, aporque de los terrenos cultivados y por último en faenas de la cosecha.
Los agricultores realizan abonamiento con estiércol de los animales particularmente en el cultivo de la papa, también hacen uso de fertilizantes inorgánicos como ser urea y fosfato di amónico. 
Según los datos del Plan de desarrollo Municipal del Municipio de Colquiri, Las familias del cantón Uyuni presenta la mayor superficie destinada a la producción del cultivo de la papa, (3 ha), también utilizan en promedio 2 has para el cultivo de cebada berza, destinado principalmente para el consumo del ganado.

### Actividad pecuaria
Los hombres son quienes tienen mayor participación en esta actividad de pecuaria, lo comercialización en las ferias. Sin embargo en la zona hay carencia de terrenos para producir pastos y forrajes, falta de asistencia técnica para el riego, existe una incidencia negativa de factores climáticos adversos (sequías) y de enfermedades parasitarias. El pastoreo se lleva a cabo durante todo el año, priorizando al ganado vacuno y ovino, la presencia de ganado camélido es reducido.
El sistema de producción pecuario está basado principalmente en la crianza de ganado vacuno, ovino y en menor escala camélidos; donde los agricultores dedicados a esta actividad ganadera, lo realizan en forma complementaria, excepto de algunas familias asentadas en las comunidades del altiplano y cabecera de valle, donde esta actividad se constituye como uno de los rubros principales especialmente en el engorde del ganado. 
El ganado vacuno, ovino y camélido desde el punto de vista de la producción agrícola, tienen vital importancia, participan directamente en el abonamiento de los cultivos de mayor interés económico y la tracción animal es realizada especialmente por vacunos y camélidos, este último utilizado en algunas zonas como transporte de carga.
La tecnología y manejo de producción pecuaria es completamente tradicional, las especies existentes y descritas anteriormente son en su totalidad razas criollas, con bajos rendimientos en producción de carne, lana y otros subproductos, hasta la fecha no se ha incorporado al sistema pecuario de mejoramiento de las especies en la región.
El destino de la producción ganadera en la región de Uyuni, se realiza de la siguiente manera: el ganado ovino y camélido es destinado principalmente a la venta, lo que permite un ingreso económico a las familias productoras, mientras que el ganado bovino es destinado generalmente para la tracción animal en la actividad agrícola.

### Ingreso familiar
El ingreso promedio familiar es de 1200 Bs/mes (septiembre de 2012), según muestran las encuestas realizada en la localidad. Para determinar el ingreso promedio familiar anual se toma como base las actividades más rentables: por la agricultura y la feria es un promedio de 40 Bs/día lo que significa como promedio un ingreso de 14.400 Bs/año.
La producción agrícola de cultivos papa, maíz, haba y cebada genera un ingreso promedio aproximado 1200 Bs/mes), considerando que en época de cosecha se incrementa entre 2500 a 3000 Bs/mes dependiendo del tipo de cultivo.

## Servicios básicos
Agua Potable. El Comité de Agua Potable de la localidad de Uyuni administra el servicio de abastecimiento de agua beneficia a 75 usuarios. El tipo de sistema de agua es por gravedad, el mismo se construyó el año 1988 con el apoyo de la ONG CARE-Bolivia. El actual sistema se abastece de una vertiente que se encuentra al sud de la población.  El suministro de agua es continuo durante las 24 horas de día. La cobertura de agua alcanza el 52%, sin micromedición. El sistema de suministro de agua es 24 horas al día, con problemas de presiones altas en diferentes puntos de la localidad. El tanque de almacenamiento esta generalmente lleno y el sistema no presenta problemas de suministro de agua.
Saneamiento.  Actualmente la localidad de Uyuni no tiene un sistema colectivo de recolección, transporte, tratamiento y disposición de aguas residuales. Aproximadamente el 19% de las viviendas, cuenta con sistemas individuales - familiares para la disposición de excretas (sólo Letrina) “in situ”, que consiste de pozos absorbentes. 
Energía Eléctrica. El servicio de energía eléctrica es suministrado por la empresa EMPREL PAZ - Empresa Distribuidora Eléctrica Inquisivi, con un voltaje de 220 V. El 85% de la comunidad dispone del servicio de energía eléctrica.  
Residuos sólidos. La comunidad no está organizada para un recojo adecuado de la basura, mucho menos no cuenta con un relleno sanitario, cada familia realiza independientemente el manejo de los desechos sólidos. Los residuos más generados por los habitantes son: las bolsas plásticas, pilas, papeles y otros. Son depositados en terrenos cultivables ríos, generando focos de infección y contaminación. Resultados de la encuesta, el 44.4% echan a las quebradas, 38.9% queman la basura, seguido del 15.7 % son echados al campo y por último a ríos, Todas las formas practicadas por las familias generan una contaminación del suelo y aire del medio ambiente. 
Medios de comunicación. En la localidad de Uyuni, existe un servicio de telefonía móvil de la empresa ENTEL. La comunidad de Uyuni no cuenta con una repetidora para captar señal de televisión. Las radioemisoras con mayor sintonía por las familias de esta comunidad son: Don Bosco, Vanguardia, San Gabriel y radio Ayopaya. 
Transporte. Para trasladarse a la localidad de Uyuni, el único medio de transporte es el servicio por vía terrestre: por medio de buses dos veces a la semana y camiones cada domingo, provenientes de la cuidas de Oruro. El tiempo de viaje a la comunidad es de 2 horas Oruro-Uyuni.

## Fuente
Programa de Agua Potable y Saneamiento de Pequeñas Localidades y Comunidades Rurales de Bolivia. Desarrollado por el Gobierno Nacional en 2011-2012.
- Datos: Q28517186